# Jaroslav Drobný (fotbollsspelare)
Jaroslav Drobný, född 18 oktober 1979, är en tjeckisk fotbollsmålvakt som spelar för tyska Fortuna Düsseldorf. Drobný har tidigare spelat för České Budějovice, Panionios, ADO Den Haag, VfL Bochum, Ipswich Town, Hertha Berlin, Hamburger SV och Werder Bremen.
Han var med i Tjeckiens trupp vid fotbolls-EM 2012.